# Oliver Eckstein
Oliver Eckstein (* 5. September 1968 in Hamburg) ist ein deutscher Berufsgolfer.

## Werdegang
Eckstein begann im Alter von sieben Jahren mit dem Golfsport. Im Oktober 1983 lud ihn Bundestrainer Heinz Fehring zum Winter-Trainingslager der besten Amateurgolfer der Bundesrepublik Deutschland ein, Eckstein gewann in Spanien anschließend im Alter von 15 Jahren das interne Turnier, an dem fast alle Mitglieder des bundesdeutschen A-Kaders teilnahmen. 1984 wurde das Mitglied des Golf-Club St. Dionys Hamburger Meister. Er erlangte einen Realschulabschluss und wurde anschließend im Alter von 17 Jahren Berufsgolfer. Im August 1985 gewann Eckstein das als inoffizielle Junioren-Weltmeisterschaft geltende Turnier Doug Sanders Junior Golf Championships in Aberdeen.
Im Oktober 1986 wurde der seinerzeit jüngste deutsche Golfprofi, der damals nach Vermittlung Bernhard Langers für den Monte Carlo Country Club in Fort Pierce (US-Bundesstaat Florida) antrat, zur Teilnahme am Dreiländerwettkampf zwischen Deutschland, Italien und der Schweiz eingeladen, nachdem Eckstein in der vorangegangenen Golfsaison fünf Turniersiege gefeiert hatte.
Bei den Offenen Deutschen Golfmeisterschaften (German Open) 1987 kam Eckstein auf den sechsten Platz und lag damit vor Bernhard Langer, der in den Vorjahren stets bester Deutscher bei dem Turnier gewesen war. Daraufhin erhielt er von Langer einen Startplatz bei den von ihm veranstalteten German Masters im selben Jahr. Gemeinsam mit Torsten Giedeon bildete Eckstein im November 1987 die bundesdeutsche Nationalmannschaft, die am World Cup auf Hawaii teilnahm. Eckstein wurde als Deutschlands „Golfer des Jahres“ 1987 ausgezeichnet.
Jeweils auf den dritten Rang kam Eckstein auf der PGA European Tour bei den Turnieren C*American Express Trophy in Frankfurt im Jahr 1994 und bei der Neuchâtel Open Golf Trophy im Jahr 1996.